# Середнє-Малі
Середнє-Малі (пол. Średnie Małe) — село в Польщі, у гміні Неліш Замойського повіту Люблінського воєводства.
Населення — 120 осіб (2011).
У 1975-1998 роках село належало до Замойського воєводства.

## Демографія
Демографічна структура станом на 31 березня 2011 року:
|          | Загалом | Допрацездатний вік | Працездатний вік | Постпрацездатний вік |
| -------- | ------- | ------------------ | ---------------- | -------------------- |
| Чоловіки | 59      | 16                 | 33               | 10                   |
| Жінки    | 61      | 18                 | 29               | 14                   |
| Разом    | 120     | 34                 | 62               | 24                   |